# PFK Lokomotiv Sofia
El PFK Lokomotiv Sofia és un club de futbol búlgar de la ciutat de Sofia.

## Història
El club va ser fundat el 28 d'octubre de 1929 amb el nom de ZHSK (ЖСК). Fou fundat per treballadors del ferrocarril. Va restar unit amb l'Slavia Sofia durant un breu període, entre 1969 i 1971. El club ha rebut les següents denominacions:
- 1929: ZHSK Sofia
- 1931: Energia Sofia
- 1940: SK Lokomotiv Sofia
- 1949: DSO Torpedo Sofia
- 1951: FD Lokomotiv Sofia
- 1969: fusió amb FD Slavia Sofia en ZSK Slavia Sofia
- 1971: revocació de la fusió, DFS Lokomotiv Sofia
- 1986: FK Lokomotiv Sofia

## Palmarès
- Lliga búlgara de futbol (4): 1940, 1945, 1964, 1978
- Copa búlgara de futbol (4): 1948, 1953, 1982 (KSA), 1995
- Copa Balcànica de clubs (1): 1973
- Campió d'Europa dels treballadors de ferrocarril (2): 1961, 1963

## Jugadors destacats
| - Atanas Mihaylov - Angel Kolev - Boycho Velichkov - Nikola Kotkov - Georgi Bonev - Iordan Stoykov - Vencislav Arsov - Simo Kostov - Lazar Hristov - Boko Dimitrov - Ivan Kotsev - Kiril Metkov | - Spiro Debarski - Ivan Dimitrov - Todor Velev - Trayko Sokolov - Georgi Berkov - Ivan Deiànov - Apostol Chachevski - Petar Argirov - Tsvetan Genkov - Doncho Donev - Stefan Giglio |